# Innocence volée
Pour plus de détails, voir Fiche technique et Distribution.
Innocence volée (Lethal Seduction) est un téléfilm américain réalisé par Nancy Leopardi, diffusé le 11 juillet 2015 sur Lifetime.

## Synopsis
A 18 ans, Mark Richards vit avec Tanya, sa mère, qui est très protectrice avec lui depuis la mort de son mari. Sa constante présence étouffe son fils, qu'elle infantilise, et l'empêche de devenir un homme, mais, un jour, Mark se rend dans un magasin de bricolage et y rencontre la sublime Carissa, une veuve de 25 ans son aînée. Le jeune homme cède rapidement à ses avances et entame une relation sadomasochiste avec la quadragénaire. 
Quand Tanya apprend cette liaison, elle la juge d'office malsaine et décide de tout faire pour la faire cesser, mais Carissa ne compte pas la laisser faire et incite Mark à devenir un adulte en se rebellant contre l'autorité maternelle.

## Fiche technique
- Titre original : Lethal Seduction
- Titre français : Innocence volée
- Réalisation : Nancy Leopardi
- Scénario : Roger Stigliano et Michael Waite
- Photographie : Andrew Russo
- Musique : Chanda Dancy
- Durée : 80 minutes
- Date de diffusion :
  -  France : 1er septembre 2015 sur TF1

## Distribution
- Amanda Detmer (VF : Marie-Eugénie Maréchal) : Tanya Richards
- Dina Meyer (VF : Laura Blanc) : Carissa Kensington
- Caleb Ruminer (VF : Donald Reignoux) : Mark Richards
- Sam Lerner (VF : Fabrice Trojani) : Walter
- Brian Thomas Smith (VF : Serge Faliu) : Randy
- Tessa Harnetiaux (VF : Zina Khakhoulia) : Melanie
- Robert Maschio : Trevor
- Dominic Burgess : Sam

## Accueil
Le téléfilm a été vu par 1,461 million de téléspectateurs lors de sa première diffusion.